# Amtsgericht Friedrichstadt

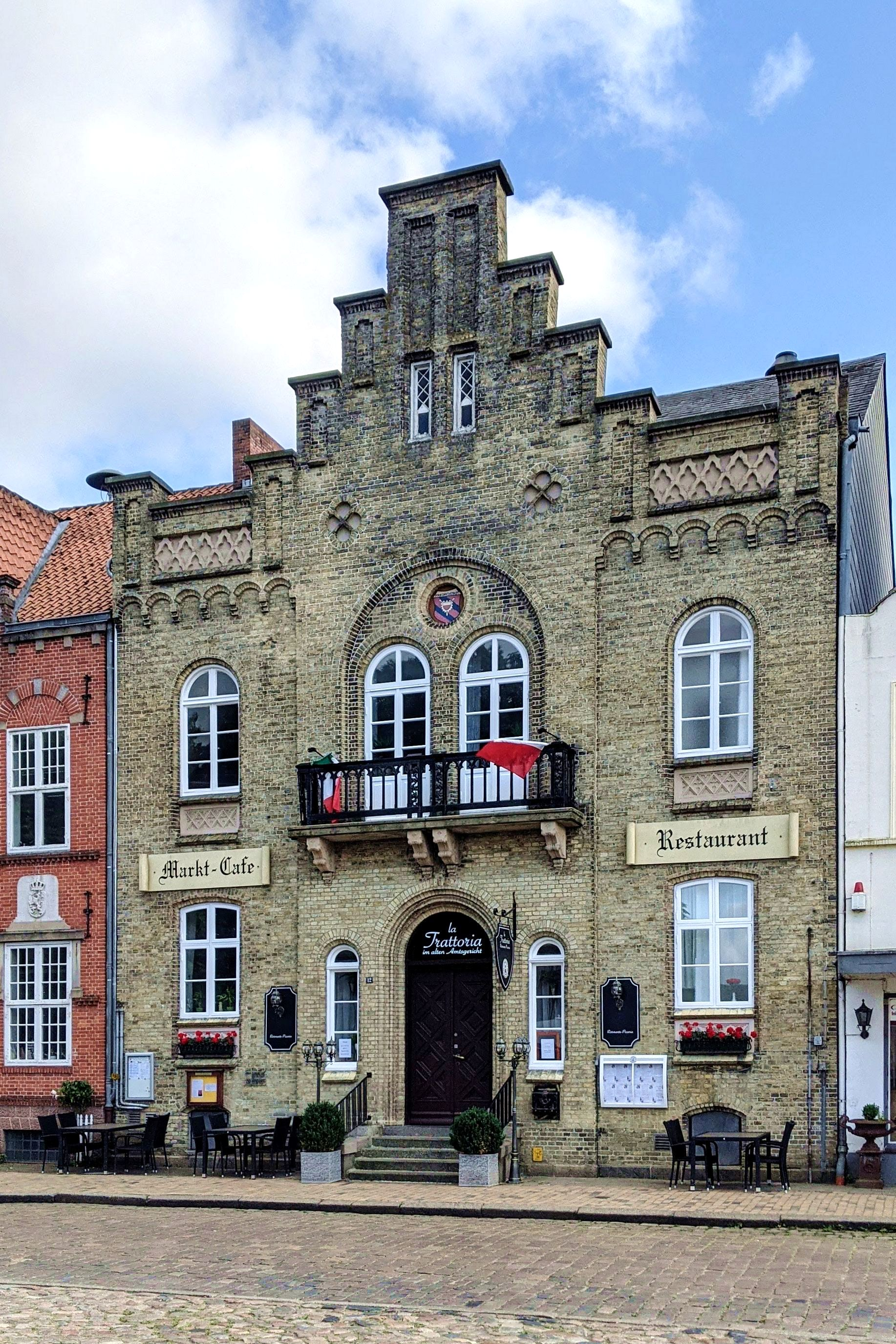
Ehem. Amtsgerichtsgebäude

Das Amtsgericht Friedrichstadt war ein preußisches Amtsgericht mit Sitz in Friedrichstadt.

## Geschichte
Mit der Annexion Schleswig-Holsteins wurden 1867 in der nunmehr preußischen Provinz fünf Kreisgerichte und das übergeordnete Appellationsgericht Kiel eingerichtet. Als Eingangsgerichte wurden Amtsgerichte geschaffen, darunter das Amtsgericht Friedrichstadt als eines von zwölf Amtsgerichten des Kreisgerichts Schleswig. Den Gerichtssprengel bildete die Stadt Friedrichstadt und die Kirchspiele Süderstapel, Bergenhusen und Erfde nördlich der Eider. Mit dem Inkrafttreten des deutschen Gerichtsverfassungsgesetzes am 1. Oktober 1879 wurden reichsweit einheitlich Amts-, Land- und Oberlandesgerichte geschaffen. Das Amtsgericht Friedrichstadt blieb bestehe und war nun dem Landgericht Flensburg nachgeordnet. Sein Gerichtsbezirk umfasste nun aus dem Kreis Schleswig den Stadtbezirk Friedrichstadt, die Gemeindebezirkebezirke Bargen, Bergenhusen, Drage, Erfde, Kleiseerkoog, Meggerdorf, Norderstapel, Seeth, Süderstapel, Thiele und Wohlde sowie der Gutsbezirk Meggerkoog. Am Gericht bestand 1880 eine Richterstelle. Das Amtsgericht war damit ein kleines Amtsgericht im Landgerichtsbezirk. Gerichtstage wurden in Süderstapel gehalten. Im Jahre 1975 wurde das Amtsgericht Friedrichstadt aufgehoben.

## Gerichtsgebäude
Das Gerichtsgebäude stammt aus dem Jahr 1854 und ist ein zweigeschossiger, traufständiger Gelbsteinbau im Rundbogenstil, mit Treppengiebel und Satteldach. Das Gerichtsgebäude (Am Markt 12) steht unter Denkmalschutz.